# Ill Bill
Pour les articles homonymes, voir Braunstein et Bill.
Ill Bill, de son vrai nom William Braunstein, né le 14 juillet 1972 à Brooklyn, New York, est un rappeur et producteur américain. Popularisé dans la scène du hip-hop underground en tant que membre du groupe Non Phixion, Ill Bill est connu pour ses paroles relatant le sexe, le hardcore et la violence, en tant que producteur, et en tant que fondateur et CEO du label Uncle Howie Records. Son frère Ron, Necro, est également rappeur et producteur.

## Biographie
À la fin de 1994, MC Serch (du groupe 3rd Bass) s'allie aux côtés de son protégé Sabac Red, avec DJ Eclipse et Ill Bill, afin de former le groupe Non Phixion. Six mois après, Goretex, un ami d'enfance d'Ill Bill, se joint au groupe après avoir effectué un freestyle avec MC Serch. MC Serch ne participe pas au premier album de Non Phixion, The Future Is Now. Non Phixion compte deux albums, et une mixtape promotionnelle intitulée The Past, the Present and the Future Is Now. Le frère d'Ill Bill, Necro, a produit plusieurs chansons pour Non Phixion, comme la majeure partie de The Past, the Present and the Future Is Now et The Green CD, et The Future Is Now.
En 2002, Ill Bill publie son premier album, The Future is Now. Il suit avec la mixtape Ill Bill Is the Future, le 3 février 2003. Le 2 mars 2004, il publie son deuxième album, What's Wrong with Bill?.
Ill Bill devient par la suite membre de Circle of Tyrants, un groupe de hip-hop underground formé par Necro, Ill Bill, Mr. Hyde et Goretex. Le groupe ne compte qu'un album, The Circle of Tyrants, publié en 2005 au label Psycho-Logical-Records de Necro,. Necro a produit toutes les chansons de l'album,. À la fin de 2005, il devient membre de La Coka Nostra. En 2006, Ill Bill participe au single Heavy Metal Kings du duo Jedi Mind Tricks, publié au label Babygrande Records.

## Discographie

### Albums studio
- 2002 : The Future is Now (avec Non Phixion)
- 2004 : What's Wrong with Bill?
- 2005 : What's Wrong with Bill? (Instrumentals)
- 2008 : The Hour of Reprisal
- 2013 : The Grimy Awards
- 2016 : Septagram
- 2019 : Cannibal Hulk
- 2020 : Gorilla Twins
- 2020 : La Bella Medusa[14]

### Mixtapes officielles
- 2003 : Ill Bill Is the Future
- 2006 : Ill Bill Is the Future Volume 2: I'm a Goon!
- 2007 : Black Metal[15]

### Compilations
- 2003 : The Early Years: Rare Demos '91–'94
- 2003 : Howie Made Me Do It

### Albums collaboratifs
- 1989 : The Cursed Earth (avec Injustice)
- 1990 : Inhuman Conditions (avec Injustice)
- 2002 : The Future Is Now (avec Non Phixion)
- 2004 : The Green CD/DVD (avec Non Phixion)
- 2003 : Street Villains Vol. 1 (avec Necro)
- 2005 : Street Villains Vol. 2 (avec Necro)
- 2005 : The Circle of Tyrants (avec The Circle of Tyrants)
- 2009 : A Brand You Can Trust (avec La Coka Nostra)
- 2012 : Masters of the Dark Arts (avec La Coka Nostra)
- 2010 : Kill Devil Hills (avec DJ Muggs)
- 2011 : Heavy Metal Kings (avec Vinnie Paz)
- 2017 : Black God White Devil (avec Vinnie Paz)

### Singles
- 1999 : Gangsta Rap / How to Kill a Cop
- 2004 : God Is An Atheist / The Name's Bill
- 2004 : The Anatomy of aSchool Shooting / Unstoppable

### Featurings
- 1999 : O.D. feat. Ill Bill & Goretex 2004 (12") (Audio Research)
- 2000 : Company Flow feat. Ill Bill  Simian D (12") (Definitive Jux)
- 2000 : Necro feat. Ill Bill  The Most Sadistic (12") (Psycho+Logical-Records)
- 2001 : Necro feat. Ill Bill  & Goretex I Need Drugs (LP) (Psycho+Logical-Records)
- 2001 : Necro feat. Ill Bill  & Goretex Gory Days (LP) (Psycho+Logical-Records)
- 2001 : Troy Dunnit feat. Ill Bill  Let's Go (12") (Audio Research)
- 2002 : Non Phixion (Ill Bill, Goretex, Sabac Red & DJ Eclipse) The Future Is Now (LP) (Uncle Howie Records)
- 2002 : El-P feat. Ill Bill  Fantastic Damage (LP) (Definitive Jux)
- 2002 : The Beatnuts feat. Ill Bill, Problemz - Yae Yo (12") (Landspeed)
- 2003 : Jedi Mind Tricks feat. Ill Bill, Sabac Red - The Wolf (12") (Babygrande Records)
- 2004 : Non Phixion (Ill Bill, Goretex, Sabac Red & DJ Éclipse) The Green CD/DVD (Uncle Howie Records)
- 2005 : Circle of Tyrants (Necro, Ill Bill, Goretex & Mr. Hyde) The Circle Of Tyrants (LP) (Psycho+Logical-Records)
- 2005 : Necro and Ill Bill Street Villains Vol. 2 (Psycho+Logical-Records)
- 2006 : Ill Bill  feat. Raekwon - Enemy (White label)
- 2006 : Ill Bill  feat. Raekwon - Thousands to M's (White label)
- 2006 : MC Lars feat. Ill Bill  - The Dialogue (tiré de MC Lars album The Graduate)
- 2006 : Jedi Mind Tricks feat. Ill Bill  - Heavy Metal Kings (Babygrande Records)
- 2010 : DJ Muggs feat. Ill Bill  - Kill Devils Hills (LP) (Fat Beats Records)